# ناحیه تورورو
ناحیه تورورو (به لاتین: Tororo District) یک منطقهٔ مسکونی در اوگاندا است که در استان شرقی، اوگاندا واقع شده‌است. ناحیه تورورو ۴۸۷٬۹۰۰ نفر جمعیت دارد.